# Кормилица (Менандр)
«Кормилица» — комедия древнегреческого драматурга Менандра (IV—III века до н. э.), от которой сохранился только один короткий фрагмент на пять строк, приведённый другим античным автором. В нём неизвестный персонаж призывает смириться с «ходом вещей» (фрг. 253). О времени написания и сюжете пьесы ничего не известно.
Римский драматург Цецилий Стаций создал латинскую версию комедии под тем же названием, от которой сохранилось только несколько фрагментов.